# Ove Flindt Bjerg
Ove Flindt Bjerg (født 29. juli 1948 i Ålborg) er en dansk tidligere fodboldspiller og  fodboldtræner. 
Som spiller spillede Flindt Bjerg 18 landskampe for Danmark og scorede 1 mål. Han grundlagde sin karriere i AaB og spillede herefter for en række klubber i udlandet, bl.a. FC Wacker Innsbruck og Karlsruher SC.
Efter ophøret som professionel fodboldspiller blev Flindt Bjerg træner og sportschef i en række udenlandske klubber. Han fik sit sidste job som træner i 2007 for den norske klub Odd Grenland, der på daværende tidspunkt lå til nedrykning i Tippeligaen. Han var meget tæt på at redde klubben, men klubben rykkede ud af Tippeligaen i play-off. Flindt Bjergs kontrakt blev ikke forlænget, fordi klubben også ønskede, at han skulle være sportsdirektør, hvilket han afslog.
I 2008 blev Flindt Bjerg talentspejder for bundesligaklubben Borussia Mönchengladbach, hvor han hovedsageligt overvågede unge fodboldspillere fra Skandinavien 
Ove Flindt Bjerg er far til fodboldspilleren Christian Flindt Bjerg.

## Klubber som spiller
- Ungdom: Vejgaard
- 19XX-1971: AaB
- 1971-1975: FC Wacker Innsbruck
- 1976-1978: Karlsruher SC
- 1978-1979 : AaB
- 1979-1980: San José Earthquakes
- 1980: AaB
- 1980-1983: SK Vöest Linz
- 1983: Nørresundby Boldklub
- 1984-1987: AaB

## Klubber som træner
- 1995-1996: Urawa Red Diamonds
- 1998-2000: Sportsschef i Tirol Innsbruck
- 2000-2002: SW Casino Bregenz
- 2002-2003: OBI Wörgl
- 2003-2005: KÍ Klaksvík
- 2007: Odd Grenland